# South Pacific
South Pacific är en amerikansk musikal från 1949 med musik av Richard Rodgers och manus av Joshua Logan (också regi) och Oscar Hammerstein (också sångtexter). Den byggde på en samling berättelser, med andra världskriget som bakgrund, av James Michener.
Musikalen handlar om romansen mellan en fransk plantageägare och en amerikansk sjuksköterska. Till musikalens mest kända melodier hör "En förtrollad afton" och "Jag måste tvätta bort en karl ur mitt hår".
South Pacific hade urpremiär på Broadway 7 april 1949 med Mary Martin och Ezio Pinza i huvudrollerna. Föreställningen blev en succé och spelades 1 925 gånger. 1951 gavs musikalen i London där den spelades 802 gånger.
I Sverige har South Pacific aldrig blivit någon större framgång. Föreställningen blev närmast en flopp när den gavs på Oscarsteatern i Stockholm 1951 med Ulla Sallert och Kim Borg i huvudrollerna. 2002 spelades musikalen på Säffleoperan och 2005 spelade Mikael Samuelson och Nina Pressing huvudrollerna i en uppsättning på Malmö Opera och Musikteater.